# Homme d'Orce
Pour un article plus général, voir gisements de la région d'Orce.
L'Homme d'Orce est le nom donné au fragment de crâne fossile noté VM-0, découvert en 1982 par le paléoanthropologue espagnol Josep Gibert dans le gisement de Venta Micena, à Orce, en Espagne. Les fragments comprennent un morceau d'os pariétal droit, un morceau de pariétal gauche, une partie de la suture sagittale, et une partie de l'os occipital.
De par sa nature très incomplète, ce fossile a été l'objet d'une controverse qui ne s'est jamais éteinte : elle proposait d'en faire plutôt un fragment de crâne d'un jeune équidé, non d'un humain. Le découvreur Josep Gibert consacra le restant de ses jours à infirmer cette théorie.

## Historique
Le fossile fut trouvé en 1982 et la découverte publiée en 1983. Mais le nettoyage du crâne qui s'ensuivit en 1984 révéla une étrange petite crête au sommet du crâne.
Josep Gibert fut invité en France par Henry et Marie-Antoinette de Lumley, célèbres paléoanthropologues français, pour étudier le crâne plus en détail. Marie-Antoinette de Lumley déclara qu'il pouvait s'agir d'un crâne d'un jeune âne au vu de ce type de crête commun aux équidés. Le groupe de la découverte se scinda entre les deux collègues qui acceptèrent l'idée, et Josep Gibert qui la refusa. Le 12 mai 1984, El País publia un article qui détaillait ces interprétations radicalement opposées.

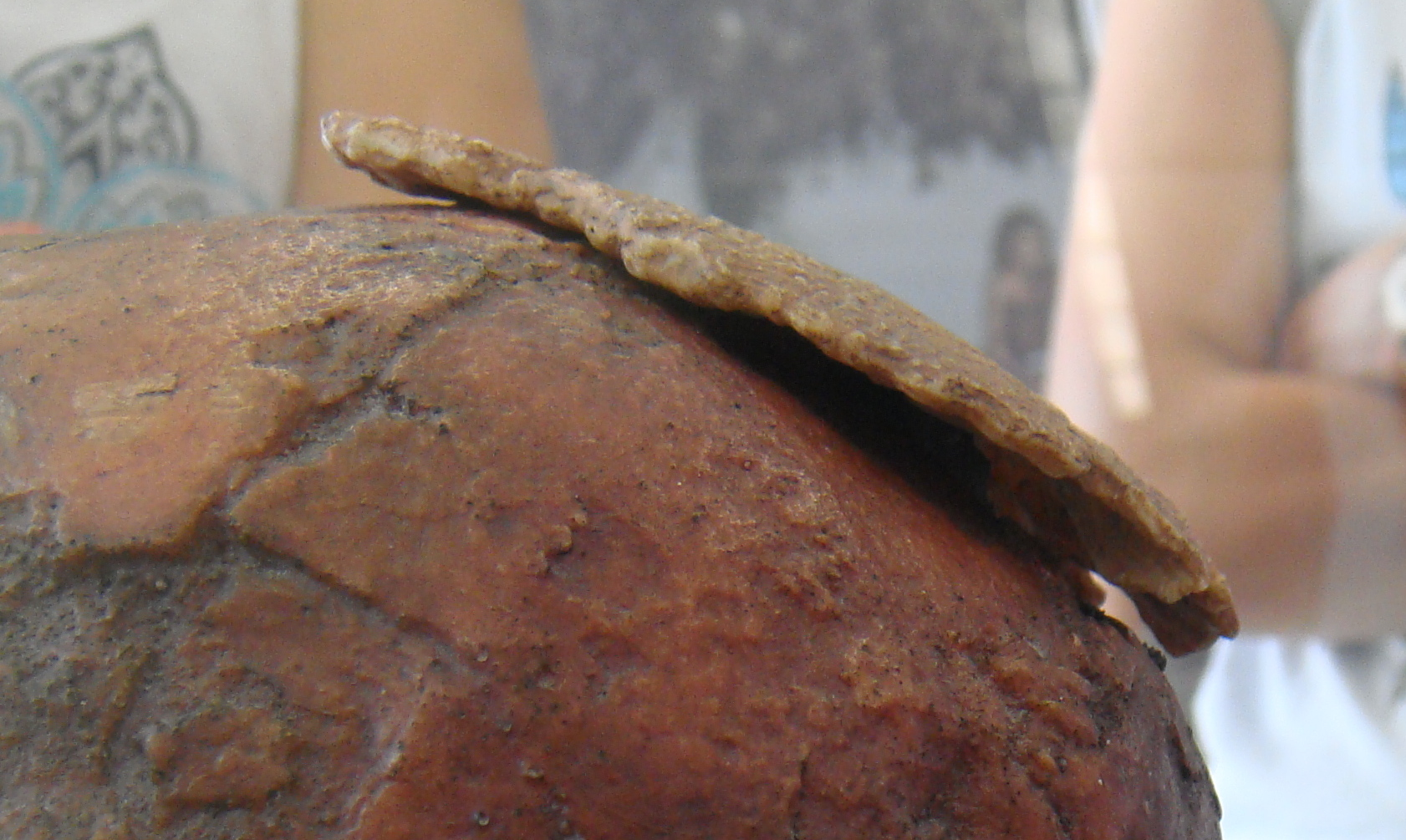
La « crête » au sommet du crâne

La confusion créée fut immense, et dans les quatre jours suivants le quotidien enchaîna onze autres articles, avec interviews de scientifiques et caricatures obligées. La situation fit naître un complexe évident, entre les scientifiques espagnols qui ne distingueraient pas un âne d'un homme et le prestigieux couple de scientifiques français mondialement célèbres et incontestables, qualifiés d'« empereurs » de la paléoanthropologie, et un peu plus tard de « colonialistes scientifiques ». Au printemps 1986, Gibert se vit refuser le permis de fouille par la région autonome d'Andalousie.
Les différents congrès scientifiques qui eurent lieu entre-temps, où Gibert ou Lumley évoquaient le crâne, ne permirent pas le débat. Gibert travailla alors à écrire un livre, publié en 2004, ainsi que 138 articles, dont 27 publiés dans des revues scientifiques, pour défendre son point de vue. Gibert fut ensuite progressivement admis sur d'autres sites. En 2006 on découvrit un crâne d'une enfant de l'époque romaine, avec la même crête sur le crâne. La presse y vit enfin la preuve qu'il avait raison. Mais Gibert mourut en octobre 2007, et ses restes dispersés sur le gisement de Venta Micena.
Depuis, la dent de l'Enfant d'Orce a confirmé la présence de fossiles humains de la même époque dans les gisements de la région d'Orce.

## Datation
L'Homme d'Orce est daté d'environ 1,4 Ma.
Cette datation en fait l'une des plus anciennes traces humaines connues en Europe, avec les vestiges lithiques trouvés sur le site de Pirro Nord, en Italie (1,4 Ma), et la dent fossile de Kozarnika, en Bulgarie (1,5 Ma).